# Тур Эстонии
Тур Эстонии (англ. Tour of Estonia) — шоссейная многодневная велогонка, проходящая по территории Эстонии с 2013 года

## История
С начала 2000-х годов в конце мая в рамках Estonian Cycling Weekend проводились профессиональные однодневные гонки Гран-при Тарту и Гран-при Таллин — Тарту, и с 2005 года входившие в календарь Европейского тура UCI с категорией 1.1.
В результате объединения этих гонок в 2013 году был образован Тур Эстонии который сразу вошёл в календарь Европейского тура UCI с категорией 2.1. 
Маршрут гонки обычно состоит из двух этапов проходящих по дистанциям двух ранее проводимых Гран-при. На дебютном издании в 2013 года было добавлено два полуэтапа — групповой по Виймси и короткая индивидуальная гонка (фактически пролог) в Старом городе Таллинна. Пролог по Таллину (на этот раза на Певческом поле) снова был проведён в 2019 году.
В 2020 году гонка была отменена из-за пандемии COVID-19.

## Классификации
На гонке разыгрываются следующие классификации:
- , с 2021  — Генеральная классификация
- , в 2016 и 2017  — Очковая классификация
- , в 2016 и 2017  — Горная классификация
- — Молодёжная классификация
- Командная классификация по времени

## Призёры
| Год  | Победитель           | Второй             | Третий                |          |
| ---- | -------------------- | ------------------ | --------------------- | -------- |
| 2013 | Герт Йыеяэр          | Фредрик Людвигссон | Штефан Шумахер        |          |
| 2014 | Эдуард-Михаэль Гросу | Адриан Курек       | Эмилс Лиепиньш        |          |
| 2015 | Мартин Лаас          | Иоаннис Тамуридис  | Густав Хёг            |          |
| 2016 | Гжегож Степняк       | Роман Майкин       | Михкель Ряйм          |          |
| 2017 | Карл Патрик Лаук     | Деинс Канепейс     | Павел Франчак         |          |
| 2018 | Гжегож Степняк       | Андреас Стокбро    | Сергей Попок          |          |
| 2019 | Михкель Ряйм         | Маттиас Брендле    | Руди Барбье           |          |
| 2020 | отменено             | отменено           | отменено              | отменено |
| 2021 | Карл Патрик Лаук     | Мартин Лаас        | Полихронис Тцортзакис |          |
| 2022 | Эвалдас Шишкявичус   | Норман Вахтра      | Кэйден Гровс          |          |
| 2023 | Расмус Валлин        | Матиас Мальмберг   | Норман Вахтра         |          |
| 2024 | Сиим Кисконен        | Карл Патрик Лаук   | Раит Арм              |          |
| 2025 | Marcus Sander Hansen | Никлас Ларсен      | Марсели Богуславский  |          |